# Boufflers
Boufflers é uma comuna francesa na região administrativa de Altos da França, no departamento de Somme. Estende-se por uma área de 5,62 km². Em 2010 a comuna tinha 120 habitantes (densidade: 21,4 hab./km²).